# Piqua (Kansas)
Ne doit pas être confondu avec Piqua (Ohio).
Piqua est une zone non incorporée dans le comté de Woodson au Kansas, États-Unis. La communauté a été fondée comme halte de la ligne de chemin de fer qui traverse le comté et tient son nom de la localité homonyme, Piqua en Ohio. Buster Keaton naquit à Piqua alors que ses parents s'y produisaient dans un Medicine show. Le musée mémorial de Buster Keaton se trouve à Piqua.

## Géographie
Piqua se situe sur la U.S. Route 54 à l'est de U.S. Route 75.